# FIFAワールドカップにおける賞
FIFAワールドカップにおける賞（FIFAワールドカップにおけるしょう）は、大会終了後に国際サッカー連盟（FIFA）が決める賞である。賞には個人賞からチーム賞までさまざまある。

## ゴールデンボール（大会最優秀選手）
ゴールデンボールは、大会で最も活躍したとされる選手に与えられる賞である。正式名称は「アディダス・ゴールデンボール」で、記者による投票によって選出され、受賞者にはボールを模った金色のトロフィーが贈られる。得票数2位の選手がシルバーボールを、3位の選手がブロンズボールを受賞する。Rec.Sport.Soccer Statistics Foundationによれば1978年アルゼンチン大会から、FIFAによれば1982年スペイン大会から制定された。
ゴールデンボール賞の選考投票は決勝戦よりも前に行なわれるため、必ずしも優勝チームから受賞者が出るとは限らない。同賞制定以降、優勝チームからの受賞者は11名中5名であり、94年アメリカ大会のロマーリオの受賞以来、2022年カタール大会のリオネル・メッシまで28年間優勝チームからの選出がなかった。また、同賞を複数回受賞しているのは2022年現在、リオネル・メッシが唯一である。なお、ベスト4入りしていないチームからの受賞者が出たことは一度もない。UEFA・CONMEBOL以外の選手では2002年大会でブロンズボールを受賞した洪明甫が唯一である。
| 大会 | ゴールデンボール           | シルバーボール               | ブロンズボール                   |
| ---- | -------------------------- | ---------------------------- | -------------------------------- |
| 1978 | マリオ・ケンペス           | パオロ・ロッシ               | ジルセウ                         |
| 1982 | パオロ・ロッシ             | パウロ・ロベルト・ファルカン | カール＝ハインツ・ルンメニゲ     |
| 1986 | ディエゴ・マラドーナ       | ハラルト・シューマッハー     | プレーベン・エルケーア・ラルセン |
| 1990 | サルヴァトーレ・スキラッチ | ローター・マテウス           | ディエゴ・マラドーナ             |
| 1994 | ロマーリオ                 | ロベルト・バッジョ           | フリスト・ストイチコフ           |
| 1998 | ロナウド                   | ダヴォール・シューケル       | リリアン・テュラム               |
| 2002 | オリバー・カーン           | ロナウド                     | 洪明甫                           |
| 2006 | ジネディーヌ・ジダン       | ファビオ・カンナヴァーロ     | アンドレア・ピルロ               |
| 2010 | ディエゴ・フォルラン       | ヴェスレイ・スナイデル       | ダビド・ビジャ                   |
| 2014 | リオネル・メッシ           | トーマス・ミュラー           | アリエン・ロッベン               |
| 2018 | ルカ・モドリッチ           | エデン・アザール             | アントワーヌ・グリーズマン       |
| 2022 | リオネル・メッシ           | キリアン・エムバペ           | ルカ・モドリッチ                 |

## ゴールデンブーツ（得点王）
ゴールデンブーツは、1つの大会で最も多く得点を決めた選手に与えられる賞である。得点数次第なので、他の賞と違って早期敗退でも与えられる可能性がある。正式名称は「アディダス・ゴールデンブーツ」で、1966年イングランド大会以降は、得点王にゴールデンブーツという黄金のシューズをかたどったトロフィーが授与されることになった。2006年ドイツ大会以降は、2番目に多く得点した選手をシルバーブーツ、3番目に多く得点した選手をブロンズブーツとしてそれぞれ表彰している。得点数が同数の場合、アシスト数や得点当たりの出場時間の短さなどを考慮して順位が定められる。2002年日韓大会以前については、単純に得点数の多い順に並べて記載することとする。
得点方法は問わないため、得点源の多くがPKだと批判されることもある。
| 大会 | ゴールデンブーツ                                                                                                  | 得点数 | シルバーブーツ                                                            | 得点数 | ブロンズブーツ | 得点数 |
| ---- | --- | ------ | ------------------------------------------------------------------------- | ------ | --- | ------ |
| 1930 | ギジェルモ・スタービレ                                                                                            | 8      | ペドロ・セア                                                              | 5      | バート・パテナウデ ギジェルモ・スビアブレ | 4      |
| 1934 | オルドリッヒ・ネイエドリー                                                                                        | 5      | アンジェロ・スキアビオ エトムント・コーネン                               | 4      | ライムンド・オルシ レオポルト・キールホルツ | 3      |
| 1938 | レオニダス | 7      | ジェンゲッレール・ジュラ                                                  | 6      | シルヴィオ・ピオラ シャーロシ・ジェルジ | 5      |
| 1950 | アデミール | 8      | オスカル・ミゲス エスタニスラオ・バソラ                                   | 5      | アルシデス・ギジャ シッコ テルモ・サラ | 4      |
| 1954 | シャーンドル・コチシュ                                                                                            | 11     | マックス・モーロック エーリッヒ・プロプスト ヨーゼフ・ヒューギ            | 6      | ハンス・シェーファー ヘルムート・ラーン オットマール・ヴァルター ヒデクチ・ナーンドル フェレンツ・プスカシュ カルロス・ボルヘス ロベール・バラマン                     | 4      |
| 1958 | ジュスト・フォンテーヌ                                                                                            | 13     | ペレ ヘルムート・ラーン                                                   | 6      | ババ ピーター・マクパーランド | 5      |
| 1962 | ガリンシャ ババ レオネル・サンチェス ドラジャン・イェルコヴィッチ ワレンチン・イワノフ アルベルト・フローリアーン | 4      | アマリウド アドルフ・シェレル ミラン・ガリッチ ティヒ・ラヨシュ           | 3      | ハイメ・ラミレス エラディオ・ロハス ホルヘ・トロ ウーヴェ・ゼーラー ロン・フラワーズ イーゴリ・チスレンコ ヴィクトル・ポネデルニク ジャコモ・ブルガレッリ ホセ・サシャ | 2      |
| 1966 | エウゼビオ | 9      | ヘルムート・ハーラー                                                      | 6      | ジェフ・ハースト フランツ・ベッケンバウアー ワレリー・パルクヤン ベネ・フェレンツ                                                                                      | 4      |
| 1970 | ゲルト・ミュラー                                                                                                  | 10     | ジャイルジーニョ                                                          | 7      | テオフィロ・クビジャス | 5      |
| 1974 | グジェゴシ・ラトー                                                                                                | 7      | ヨハン・ニースケンス アンジェイ・シャルマッフ                             | 5      | ゲルト・ミュラー ヨニー・レップ ラルフ・エドストレーム | 4      |
| 1978 | マリオ・ケンペス                                                                                                  | 6      | ロブ・レンセンブリンク テオフィロ・クビジャス                             | 5      | レオポルド・ルケ ハンス・クランクル | 4      |
| 1982 | パオロ・ロッシ | 6      | カール＝ハインツ・ルンメニゲ                                              | 5      | ズビグニェフ・ボニエク ジーコ | 4      |
| 1986 | ゲーリー・リネカー                                                                                                | 6      | ディエゴ・マラドーナ カレカ エミリオ・ブトラゲーニョ                      | 5      | ホルヘ・バルダーノ プレーベン・エルケーア・ラルセン アレッサンドロ・アルトベッリ イーゴリ・ベラノフ                                                                    | 4      |
| 1990 | サルヴァトーレ・スキラッチ                                                                                        | 6      | トマーシュ・スクラビー                                                    | 5      | ローター・マテウス ゲーリー・リネカー ロジェ・ミラ ミチェル | 4      |
| 1994 | フリスト・ストイチコフ オレグ・サレンコ                                                                           | 6      | ロマーリオ ロベルト・バッジョ ケネト・アンデション ユルゲン・クリンスマン | 5      | マルティン・ダーリン フロリン・ラドチョウ ガブリエル・バティストゥータ                                                                                                 | 4      |
| 1998 | ダヴォール・シューケル                                                                                            | 6      | ガブリエル・バティストゥータ クリスティアン・ヴィエリ                     | 5      | ロナウド ルイス・エルナンデス マルセロ・サラス | 4      |
| 2002 | ロナウド | 8      | リバウド ミロスラフ・クローゼ                                             | 5      | ヨン・ダール・トマソン クリスティアン・ヴィエリ | 4      |
| 2006 | ミロスラフ・クローゼ                                                                                              | 5      | エルナン・クレスポ                                                        | 3      | ロナウド | 3      |
| 2010 | トーマス・ミュラー                                                                                                | 5      | ダビド・ビジャ                                                            | 5      | ヴェスレイ・スナイデル | 5      |
| 2014 | ハメス・ロドリゲス                                                                                                | 6      | トーマス・ミュラー                                                        | 5      | ネイマール | 4      |
| 2018 | ハリー・ケイン | 6      | アントワーヌ・グリーズマン                                                | 4      | ロメル・ルカク | 4      |
| 2022 | キリアン・エムバペ                                                                                                | 8      | リオネル・メッシ                                                          | 7      | オリヴィエ・ジルー | 4      |

## ゴールデングローブ（最優秀GK）
ゴールデングローブは、1つの大会で最も活躍したとされるGKに与えられる賞である。正式名称は「アディダス・ゴールデングローブ」で、1994年アメリカ大会に制定され、2006年ドイツ大会まではソビエト連邦代表の名GKだったレフ・ヤシンにちなんでヤシン賞と呼ばれていた。
| 大会 | ヤシン賞                   | 備考                      |
| ---- | -------------------------- | ------------------------- |
| 1994 | ミシェル・プロドーム       | ベスト16                  |
| 1998 | ファビアン・バルテズ       | 優勝                      |
| 2002 | オリバー・カーン           | 準優勝、大会MVPと同時受賞 |
| 2006 | ジャンルイジ・ブッフォン   | 優勝                      |
| 大会 | ゴールデングローブ         | 備考                      |
| 2010 | イケル・カシージャス       | 優勝                      |
| 2014 | マヌエル・ノイアー         | 優勝                      |
| 2018 | ティボ・クルトゥワ         | 3位                       |
| 2022 | エミリアーノ・マルティネス | 優勝                      |

## 最優秀若手選手賞
最優秀若手選手賞は、1つの大会で最も活躍した21歳以下の選手から選出される。正式名称は「ヒュンダイ・ベストヤングプレイヤー」で、2006年ドイツ大会から制定された。なお、2006年大会はスポンサーがジレットであった。FIFAは1958年スウェーデン大会から2002年日韓大会までの最優秀若手選手もインターネット投票を基に選出している。
| 大会 | 受賞者                     | 年齢 |
| ---- | -------------------------- | ---- |
| 1958 | ペレ                       | 17   |
| 1962 | アルベルト・フローリアーン | 20   |
| 1966 | フランツ・ベッケンバウアー | 20   |
| 1970 | テオフィロ・クビジャス     | 21   |
| 1974 | ヴワディスワフ・ジュムダ   | 20   |
| 1978 | アントニオ・カブリーニ     | 20   |
| 1982 | マニュエル・アモロ         | 20   |
| 1986 | エンツォ・シーフォ         | 20   |
| 1990 | ロベルト・プロシネチキ     | 21   |
| 1994 | マルク・オーフェルマルス   | 21   |
| 1998 | マイケル・オーウェン       | 18   |
| 2002 | ランドン・ドノバン         | 20   |
| 2006 | ルーカス・ポドルスキ       | 21   |
| 2010 | トーマス・ミュラー         | 20   |
| 2014 | ポール・ポグバ             | 21   |
| 2018 | キリアン・エムバペ         | 19   |
| 2022 | エンソ・フェルナンデス     | 21   |

## フェアプレー賞
フェアプレー賞は、大会に参加したチームの中で、選手に対し掲示されたイエローカードとレッドカードなどが少ない等フェアプレー精神を発揮したチームに贈られる。正式名称は「FIFAフェアプレートロフィー」で、1970年メキシコ大会から制定された。
| 大会 | 受賞国                  |
| ---- | ----------------------- |
| 1970 | ペルー                  |
| 1974 | 西ドイツ                |
| 1978 | アルゼンチン            |
| 1982 | ブラジル                |
| 1986 | ブラジル                |
| 1990 | イングランド            |
| 1994 | ブラジル                |
| 1998 | フランス / イングランド |
| 2002 | ベルギー                |
| 2006 | ブラジル / スペイン     |
| 2010 | スペイン                |
| 2014 | コロンビア              |
| 2018 | スペイン                |
| 2022 | イングランド            |

## マン・オブ・ザ・マッチ
マン・オブ・ザ・マッチ（英: man of the match（MOM））は、すべての試合を対象に、その試合において最も印象的な選手に贈られる賞。2002年日韓大会から制定された。2002年からは技術グループによって2つのエディション（版）が選ばれ、2010年からはFIFAのウェブサイトでオンライン投票によって選ばれている。
| 大会 | 最多受賞者                                                                  | 回数 |
| ---- | --------------------------------------------------------------------------- | ---- |
| 2002 | リバウド                                                                    | 3    |
| 2006 | アンドレア・ピルロ                                                          | 3    |
| 2010 | ヴェスレイ・スナイデル                                                      | 4    |
| 2014 | リオネル・メッシ                                                            | 4    |
| 2018 | アントワーヌ・グリーズマン エデン・アザール ハリー・ケイン ルカ・モドリッチ | 3    |
| 2022 | リオネル・メッシ                                                            | 5    |

### 通算受賞回数
選手別
2022年12月18日現在
| 順位 | 受賞者                     | 国籍         | 回数 | 受賞した大会        |
| ---- | -------------------------- | ------------ | ---- | ------------------- |
| 1    | リオネル・メッシ           | アルゼンチン | 11   | 2010,2014,2018,2022 |
| 2    | クリスティアーノ・ロナウド | ポルトガル   | 7    | 2010,2014,2018,2022 |
| 3    | アリエン・ロッベン         | オランダ     | 6    | 2006,2010,2014      |
| 4    | キリアン・エムバペ         | フランス     | 5    | 2018,2022           |
| 4    | ルカ・モドリッチ           | クロアチア   | 5    | 2018,2022           |
| 4    | ルイス・スアレス           | ウルグアイ   | 5    | 2010,2014,2018      |
| 7    | アントワーヌ・グリーズマン | フランス     | 4    | 2018,2022           |
| 7    | エデン・アザール           | ベルギー     | 4    | 2014,2018           |
| 7    | 本田圭佑                   | 日本         | 4    | 2010,2014           |
| 7    | ハリー・ケイン             | イングランド | 4    | 2018,2022           |
| 7    | ミロスラフ・クローゼ       | ドイツ       | 4    | 2002,2006           |
| 7    | トーマス・ミュラー         | ドイツ       | 4    | 2010,2014           |
| 7    | ネイマール                 | ブラジル     | 4    | 2014,2018,2022      |
| 7    | 朴智星                     | 韓国         | 4    | 2002,2006,2010      |
| 7    | ハメス・ロドリゲス         | コロンビア   | 4    | 2014,2018           |
| 7    | ヴェスレイ・スナイデル     | オランダ     | 4    | 2010                |

国籍別
2022年12月18日現在
| 順位 | 国             | 回数 | 選手数 |
| ---- | -------------- | ---- | ------ |
| 1    | ブラジル       | 25   | 16     |
| 2    | ドイツ         | 23   | 13     |
| 3    | フランス       | 22   | 12     |
| 4    | アルゼンチン   | 21   | 9      |
| 5    | スペイン       | 18   | 12     |
| 6    | イングランド   | 17   | 14     |
| 7    | オランダ       | 16   | 7      |
| 8    | メキシコ       | 14   | 11     |
| 8    | ポルトガル     | 14   | 8      |
| 10   | アメリカ合衆国 | 13   | 8      |
| 10   | ポルトガル     | 13   | 8      |

## エンターテイニングチーム賞
エンターテイニングチーム賞（英: FIFA Award for the Most Entertaining Team）は、大会に参加したチームの中で最もファンを魅了したとされるチームに贈られる。1994年アメリカ大会から2006年ドイツ大会まで制定されていた。
| 大会 | 受賞国     |
| ---- | ---------- |
| 1994 | ブラジル   |
| 1998 | フランス   |
| 2002 | 韓国       |
| 2006 | ポルトガル |

## FIFAワールドカップ オールスターチーム
1994年大会からFIFAにより、それぞれの大会で活躍した選手がオールスターチームとして選出された。1994年大会は11人を、1998年大会から2002年大会までは16人を、2006年は23人を選出していた。2006年大会以降はFIFA公式のオールスターチーム(大会優秀選手)は選出していない。
| 大会 | GK                                                             | DF | MF | FW                                                                                             |
| ---- | -------------------------------------------------------------- | --- | --- | ---------------------------------------------------------------------------------------------- |
| 1994 | ミシェル・プロドーム                                           | ジョルジーニョ マルシオ・サントス パオロ・マルディーニ                                                                                           | ドゥンガ クラシミール・バラコフ ゲオルゲ・ハジ トマス・ブローリン                                                                                 | ロマーリオ フリスト・ストイチコフ ロベルト・バッジォ                                           |
| 1998 | ファビアン・バルテズ ホセ・ルイス・チラベルト                  | ロベルト・カルロス マルセル・デサイー リリアン・テュラム フランク・デ・ブール カルロス・ガマーラ                                                 | ドゥンガ リヴァウド ミカエル・ラウドルップ ジネディーヌ・ジダン エドガー・ダーヴィッツ                                                            | ロナウド ダヴォール・シューケル ブライアン・ラウドルップ デニス・ベルカンプ                    |
| 2002 | オリバー・カーン リュシュテュ・レチベル                        | ロベルト・カルロス ソル・キャンベル フェルナンド・イエロ 洪明甫 アルパイ・オザラン                                                               | リヴァウド ロナウジーニョ ミヒャエル・バラック クラウディオ・レイナ 柳想鐵                                                                        | ロナウド ミロスラフ・クローゼ エル＝ハッジ・ディウフ ハサン・シャシュ                          |
| 2006 | ジャンルイジ・ブッフォン イェンス・レーマン リカルド・ペレイラ | ロベルト・アジャラ ジョン・テリー リリアン・テュラム フィリップ・ラーム ファビオ・カンナバーロ ジャンルカ・ザンブロッタ リカルド・カルヴァーリョ | ゼロベルト パトリック・ヴィエラ ジネディーヌ・ジダン ミヒャエル・バラック アンドレア・ピルロ ジェンナーロ・ガットゥーゾ ルイス・フィーゴ マニシェ | エルナン・クレスポ ティエリ・アンリ ミロスラフ・クローゼ ルカ・トーニ フランチェスコ・トッティ |